# Campyloneurum densifolium
Campyloneurum densifolium là một loài thực vật có mạch trong họ Polypodiaceae. Loài này được (Hieron.) Lellinger miêu tả khoa học đầu tiên năm 1988.